# Otacilia spina
Otacilia spina (лат.) — вид аранеоморфных пауков рода Otacilia из семейства Phrurolithidae.

## Распространение
Встречаются в Китае (Гуанси-Чжуанский автономный район, Xing’an County, Gaozhai village; 25°53’28.28″N, 110°26’04.78″E).

## Описание
Мелкие пауки, длина тела около 4 мм. Карапакс жёлтый, с двумя чёрными продольными полосами. Брюшко серое, с коротким узким дорсальным скутумом, вершина которого чёрная, сзади с четырьмя чёрными поперечными полосами, брюшко с Н-образным чёрным рисунком. Ноги жёлтые. Этот новый вид похож на Otacilia triangula Mu, Jin & Zhang, 2022 по сходной форме эмболуса и сперматеки, но может быть распознан по: 1) более длинному ретролатеральному апофизу голени с шиповидным апофизом у основания пролатерального края и мамиллярным отростком у основания ретролатерального края (против короткого, апофиз отсутствует), 2) кинжаловидному генитальному протоку с тупым кончиком (против треугольного), 3) меньшие треугольные копулятивные отверстия (против больших овальных) и 4) изогнутые генитальные соединительные трубки (против ушковидных). Наземные пауки, обитающие в опавших листьях на лесной подстилке.

## Таксономия и этимология
Вид был впервые описан в 2023 году группой китайских арахнологов (Yannan Mu, Feng Zhang; Hebei University, Баодин, Хэбэй, Китай) по материалам из Китая. Видовое название представляет собой латинское слово «spine», обозначающее небольшой шип у основания пролатерального края ретролатерального апофиза голени в ретролатеральном виде.